# Why Don’t You Get a Job?
«Why Don’t You Get a Job?» (рус. Почему бы тебе не устроиться на работу?) — песня американской рок-группы The Offspring. Песня является 11-м треком на пятом студийном альбоме The Offspring, Americana (1998), и была выпущена в качестве второго сингла 15 марта 1999 года к данному релизу. Песня также включена в их сборник Greatest Hits (2005). Сингл достиг позиции в первой десятке чартов в нескольких странах, в том числе достиг второго места в Соединённом Королевстве, Австралии, Исландии и Швеции.
Песня привлекла внимание своим близким сходством с песней «Ob-La-Di, Ob-La-Da», поскольку сразу несколько музыкальных изданий отметили, что мелодия и ритм звучат очень похоже на композицию The Beatles 1968 года с их одноимённого двойного альбома (также известного как «Белый альбом»).

## Видеоклип
Видеоклип, созданный режиссёром Макджи, был снят на съёмочной площадке Universal Studios Hollywood. На протяжении всего ролика процессия действующих лиц перемещается по тематическому парку и в кадре появляются несколько культовых локаций, использованных в кино и на телевидении, в том числе Колониал-стрит (которая использовалась как Вистерия Лейн в телесериале «Отчаянные домохозяйки») и Кортхаус-сквер из трилогии «Назад в будущее». В клипе демонстрируется, как четыре участника группы прогуливаются по этим местам, в то время как за ними следует неуклонно растущая толпа, которая в финале разбегается в панике от взрыва, вызванного Декстером Холландом.
В ролике задействовано несколько камео: организатор телевизионных шоу Боб Юбэнкс ведёт пародийное шоу знакомств, Крис «X-13» Хиггинс и участница Pussycat Dolls Кармит Бачар — ленивый парень и его девушка, упомянутые в третьем куплете, а также Гай Коэн, сыгравший главного героя в клипе «Pretty Fly (for a White Guy)», появляется незадолго до окончания видео.
Видеоклип появился на DVD The Offspring: Complete Music Video Collection, выпущенном в 2005 году.

## Список композиций
| №  | Название                                             | Длительность |
| -- | ---------------------------------------------------- | ------------ |
| 1. | «Why Don’t You Get a Job?»                           | 2:49         |
| 2. | «Pretty Fly (for a White Guy)» (Lowrider Remix)      | 3:01         |
| 3. | «Beheaded (1999)»                                    | 2:38         |
| 4. | «Pretty Fly (for a White Guy)» (видеоклип на CD-ROM) | 3:07         |

| №  | Название                                         | Длительность |
| -- | ------------------------------------------------ | ------------ |
| 1. | «Why Don’t You Get a Job?»                       | 2:49         |
| 2. | «Why Don’t You Get a Job?» (The Baka Boyz Remix) | 4:22         |
| 3. | «Beheaded (1999)»                                | 2:38         |
| 4. | «I Wanna Be Sedated» (кавер Ramones)             | 2:19         |

| №  | Название                             | Длительность |
| -- | ------------------------------------ | ------------ |
| 1. | «Why Don’t You Get a Job?»           | 2:49         |
| 2. | «Beheaded (1999)»                    | 2:38         |
| 3. | «I Wanna Be Sedated» (кавер Ramones) | 2:19         |

## Позиции в хит-парадах

### Еженедельные чарты
| Хит-парад (1999)                     | Высшая позиция |
| ------------------------------------ | -------------- |
| Австралия (ARIA)                     | 2              |
| Австрия (Ö3 Austria Top 40)          | 16             |
| Бельгия/Фландрия (Ultratop 50)       | 17             |
| Бельгия/Валлония (Ultratop 50)       | 25             |
| Канада (RPM Top Singles)             | 19             |
| Канада (RPM Rock/Alternative)        | 4              |
| Европа (Eurochart Hot 100)           | 6              |
| Франция (SNEP)                       | 29             |
| Германия (GfK)                       | 16             |
| Греция (IFPI)                        | 10             |
| Исландия (Íslenski Listinn Topp 40)  | 2              |
| Ирландия (IRMA)                      | 10             |
| Италия (Musica e dischi)             | 12             |
| Нидерланды (Dutch Top 40)            | 5              |
| Нидерланды (Single Top 100)          | 6              |
| Новая Зеландия (Recorded Music NZ)   | 4              |
| Норвегия (VG-lista)                  | 6              |
| Шотландия (OCC Scotland)             | 1              |
| Швеция (Sverigetopplistan)           | 2              |
| Швейцария (Schweizer Hitparade)      | 24             |
| Великобритания (OCC UK Singles)      | 2              |
| Великобритания (OCC UK Rock & Metal) | 1              |
| США (Billboard Hot 100)              | 74             |
| США (Billboard Alternative Airplay)  | 4              |
| США (Billboard Mainstream Rock)      | 10             |
| США (Billboard Pop Airplay)          | 21             |

| Хит-парад (2017)                | Высшая позиция |
| ------------------------------- | -------------- |
| Польша (Polish Airplay Top 100) | 96             |

### Итоговые чарты
| Хит-парад (1999)                  | Позиция |
| --------------------------------- | ------- |
| Австралия (ARIA)                  | 9       |
| Бельгия (Ultratop 50 Фландрия)    | 94      |
| Бельгия (Ultratop 50 Валлония)    | 95      |
| Канада (RPM)                      | 29      |
| Европа (Eurochart Hot 100)        | 85      |
| Нидерланды (Dutch Top 40)         | 57      |
| Нидерланды (Single Top 100)       | 46      |
| Румыния (Romanian Top 100)        | 27      |
| Швеция (Sverigetopplistan)        | 11      |
| США (Alternative Songs/Billboard) | 14      |
| США (Mainstream Rock/Billboard)   | 38      |

## Сертификации
| Регион | Сертификация  | Продажи  |
| --- | ------------- | -------- |
| Австралия (ARIA) | 2× Платиновый | 140 000^ |
| Великобритания (BPI) | Золотой       | 400 000  |
| Италия (FIMI) | Золотой       | 50 000   |
| Швеция (GLF) | Золотой       | 15 000^  |
| ^ Данные о тиражах приведены только на основе сертификации. · Данные о продажах + прослушиваниях приведены только на основе сертификации. |               |          |

## Кавер-версии
Южноафриканский певец Сноткоп перевёл песню на африкаанс как «Kry jouself by die werk».